# Palmira (Argentina)
Palmira es una localidad y distrito del departamento San Martín, en la provincia de Mendoza, Argentina.
Está ubicada en el centro-noreste de la provincia, sobre un importante corredor vial y ferroviario conformado por la Ruta Nacional 7 y el Ferrocarril General San Martín, que conectan Buenos Aires con la Ciudad de Mendoza y Santiago de Chile. Esta ubicación estratégica ha convertido a Palmira en un nodo logístico clave dentro del comercio internacional y el transporte de cargas, con conexión directa a la Variante Palmira-Agrelo.
Palmira, junto con las localidades de La Colonia y San Martín, conforma el tercer aglomerado urbano más poblado de la provincia.
Si bien la vitivinicultura es una actividad destacada, Palmira se caracteriza principalmente por la producción de frutales y hortalizas, siendo de especial relevancia los cultivos de olivo y ajo. Hasta principios del siglo XXI, las fábricas de alimentos enlatados fueron una de las principales fuentes de empleo obrero del distrito, junto con el ferrocarril.

## Historia
Había a disposición de los viajeros una balsa arrastrada por caballos para cruzar carga si era necesario. La posta era el lugar de reunión de los viajeros y gente de la zona. Según el testimonio de algunos vecinos, en el momento en que se fuera a construir la Sala de Primeros Auxilios de la calle Soberanía Nacional, se encontraron en ese predio, a poco de excavar para colocar los cimientos, un banco de guano de caballo, junto con herrajes, que permiten determinar la ubicación de los corrales del fundo Palmira.
La posta Palmira era atendida por Pedro Massmann, y su esposa, de la cual solo sabemos el nombre: Palmira.
Luego, fueron adquiridas estas tierras por Javier Molina, quien construyó un molino y congregó una numerosa peonada. Esta fue la base de lo que posteriormente sería un pequeño caserío, que comenzaría a crecer en 1885, con la llegada del ferrocarril de la mano de los hermanos Clarck. Desde ese momento, los destinos de la ciudad quedaron unidos al ferrocarril.
En 1886, el exgobernador de Mendoza Tiburcio Benegas adquiere la estancia y molino a Federico y Luisa Mallman. Benegas aumentó la superficie implantada de vid y construyó la Bodega Tiburcio (Hoy El Andén), además de la famosa Casona del Altillo. Ese mismo año, el 1 de noviembre, la compañía inglesa Cleveland Bridge & Engineering construyó el Puente de Palmira, una obra de ingeniería ferroviaria que permitió el cruce sobre el río Mendoza y consolidó a la localidad como nodo estratégico en el desarrollo del transporte en la región.
En 1909, se abrió la primera escuela primaria, Martín Miguel de Güemes, de gran cupo, aún en funcionamiento.
En la década de 1930, Alberto y Enrique Ramonot, fundaron la Sociedad Industrial de Motocicletas Argentinas (SIMA). Allí diseñaron y fabricaron la primera motocicleta producida en serie en Argentina, conocida como la moto Ramonot.
El 19 de mayo de 1945 se erigió la parroquia Inmaculada Concepción.
En 1949, con la nacionalización del ferrocarril, se intensificó la actividad en la zona. En 1958, la llegada de locomotoras diésel llevó a que Palmira fuera seleccionada como sede de talleres de reparación y mantenimiento, lo que impulsó la economía local.
En la década del '60 y '70, surgió un movimiento atlético en la ciudad, siendo protagonizado por Irma Gladys Ortega. Este movimiento tendría, entre otros integrantes a la campeona olímpica de remo Elina Urbano.
En septiembre de 1966, Raimundo Acuña fundó el Primer cuerpo de Bomberos Voluntarios en Palmira, con equipamiento muy moderno para la época. La memoria de dicha personalidad sigue siendo muy importante en los pobladores de la zona.
Para 1993, la privatización del Ferrocarril General San Martín afectó la economía local, ya que el ferrocarril había sido un pilar fundamental para la ciudad. Sin embargo, la comunidad buscó alternativas para revitalizar su economía. 
En los años 90-2000, se avanzó en la creación del Parque de Servicios e Industrias Palmira (PASIP), una iniciativa destinada a diversificar la economía local y generar empleo. Este parque industrial buscó posicionar a Palmira como un nodo logístico estratégico en la región.
En 2017, se anunció la construcción de la Variante Palmira-Agrelo, una autopista de 36,5 km que funcionará como alternativa a la actual Ruta Nacional 7. Esta obra, financiada por el Gobierno nacional, busca mejorar la conectividad y facilitar el tránsito de cargas y pasajeros en la región.

## Toponimia
El nombre "Palmira" proviene de una mujer que atendía una posta ubicada a orillas del río Mendoza. Hasta ese punto llegaba el camino desde Buenos Aires, donde se cruzaba el río para continuar hacia la ciudad de Mendoza o hacia zonas aledañas.

## Geografía
La zona se encuentra en una llanura con una suave pendiente hacia el este, dentro de lo que se conoce como la Llanura de la Travesía. El ambiente es árido a semiárido, con las características propias de un bolsón desarrollado. Esta llanura está formada por una cuenca sedimentaria, rellenada con materiales transportados por el viento y el agua durante los períodos Terciario y Cuaternario.
Dos ríos atraviesan esta región: el río Mendoza y el río Tunuyán. Ambos presentan grandes fluctuaciones en su caudal debido a que son cauces irregulares. El río Mendoza, que normalmente corre de oeste a este, cambia su dirección en esta localidad, orientándose de sur a norte, para finalmente desembocar en la laguna de Guanacache.
El área cuenta con un humedal, originado por una vertiente natural y conocido como Arroyo Claro, se encuentra al oeste del Club Martín Pescador. Este arroyo corre de forma paralela al río Mendoza y, unos metros antes de unirse con él, su caudal es desviado artificialmente hacia una laguna por el sector sur. Luego, el excedente de agua fluye desde el sector norte de la laguna, reintegrándose al cauce del río Mendoza y continuando su curso natural.
Camino a Chapanay, el arqueólogo sanrafaelino Humberto A. Lagiglia, encontró el sitio arqueológico mejor conservado de la cultura huarpe prehispánica.
La temperatura varía entre los 41 °C en verano y los −7 °C en invierno, mientras que las precipitaciones anuales no superan los 200 mm.

### Límites
Al oeste, limita con el Río Mendoza y la calle El Altillo; al norte, con la calle González en dirección a Chapanay; al sur, con la calle Unión, camino a Barriales.
Administrativamente, sus límites son: al sur, con Barriales (departamento de Junín); al este, con el distrito Ciudad (departamento de San Martín); al norte, con Las Chimbas (también en San Martín); y al oeste, con Barriales y San Roque (departamento de Maipú).
Muchas de sus calles, además de rendir homenaje a la historia ferroviaria local, llevan los nombres de países representativos de las comunidades inmigrantes que poblaron la zona, como España, Italia y Gran Líbano.

### Sismicidad
La sismicidad del área de Cuyo (centro oeste de Argentina) es frecuente y de intensidad baja, y un silencio sísmico de terremotos medios a graves cada 20 años.

#### Sismo de 1861
En el terremoto de Mendoza 1861, aunque dicha actividad geológica catastrófica, ocurre desde épocas prehistóricas, el terremoto del 20 de marzo de 1861 (164 años) señaló un hito importante dentro de la historia de eventos sísmicos argentinos ya que fue el más fuerte registrado y documentado en el país. A partir del mismo la política de los sucesivos gobiernos mendocinos y municipales han ido extremando cuidados y restringiendo los códigos de construcción. Y con el terremoto de San Juan de 1944 del 15 de enero de 1944 (81 años) el gobierno sanjuanino tomó estado de la enorme gravedad sísmica de la región.

#### Sismo del sur de Mendoza de 1929
El terremoto del sur de Mendoza de 1929 fue muy grave, y al no haber desarrollado ninguna medida preventiva, mató a 30 habitantes

#### Sismo de 1985
El terremoto de Mendoza de 1985 fue otro episodio grave, de 9 s de duración, derrumbando el viejo Hospital del Carmen de Godoy Cruz.

## Economía
Palmira fue castigada durante los años 80 y 90 con el cierre de fábricas muy importantes para la zona, como Noel, la cual empleaba a unas 5000 personas. Además, el cierre del ramal de pasajeros en 1993 fue terminante, ya que provocó una desconexión ferroviaria. 
Sin embargo, el espíritu dinámico y emprendedor de los habitantes llevó al desarrollo de PyMES vinculadas al comercio, la logística y los servicios, que constituyen una parte predominante de la actividad económica local.
Tanto así, que la principal actividad económica es el cultivo e industrialización de la vid. Luego siguen el cultivo e industrialización de frutas y hortalizas. Palmira basa su economía en la agroindustria, una de las actividades símbolo de la provincia y uno de los principales centros agroindustriales del país.
Asimismo, se destaca también la empresa denominada DERVINSA, popularmente conocida como Duperial.
Cuenta con un importante polo de desarrollo industrial y tecnológico: el Parque de Servicios e Industrias Palmira (PASIP), ubicado estratégicamente en la intersección de la Ruta Nacional 7 y el Carril San Pedro. Este parque industrial, abarca una superficie de 69 hectáreas y está diseñado para albergar industrias no contaminantes en sectores como logística, metalmecánica, energías renovables, informática y agroindustria, que representa un núcleo estratégico con potencial para atraer inversiones y fomentar la radicación de empresas en la región. Allí se encuentra el primer parque de energía solar fotovoltaico de la provincia, gestionado por la empresa EMESA.
Se enfatiza además la construcción de la Variante Palmira-Agrelo, una autopista terrestre estratégica, que permite una conexión directa entre el distrito y el paso internacional hacia Chile. Esta variante forma parte del corredor bioceánico que une el océano Atlántico con el Pacífico, y representa una mejora sustancial en el transporte de cargas, al evitar el ingreso a zonas urbanas densamente transitadas. Su trazado contribuye significativamente a la logística regional y al comercio internacional. Su inauguración está proyectada para 2025.

## Transporte: Tren de Cercanías del Este
El Tren de Cercanías del Este es un proyecto ferroviario aprobado el 17 de junio de 2025 por el Gobierno de la Provincia de Mendoza, en acuerdo con la Secretaría de Transporte de la Nación. El objetivo principal del proyecto es restablecer el servicio ferroviario de cercanías entre localidades del este mendocino y el Gran Mendoza, utilizando infraestructura preexistente.
La Estación Palmira, una de las más emblemáticas del interior mendocino, forma parte del trazado. Palmira, históricamente vinculada al desarrollo ferroviario y logístico, recupera así un rol estratégico en la conectividad regional.
El financiamiento del proyecto será compartido en partes iguales, siendo 50% cubierto por el Gobierno Provincial y 50% mediante inversión privada. Por su parte, el Estado Nacional cedió a la provincia el uso del tramo ferroviario comprendido entre la Estación Libertador General San Martín (límite entre los departamentos de San Martín y Junín) hasta el empalme con la Estación Gutiérrez, en el departamento de Maipú.
El proyecto contempla la reactivación de estaciones intermedias, mejoras en la infraestructura de vías, señalización y la adquisición de material rodante adecuado para servicios regionales.

## Turismo
Posee tres actividades importantes:
- Agroturismo: incluye el recorrido de algunas de las numerosas fincas productivas de la zona, siendo un paso obligado en el circuito conocido como la Ruta del Vino de Mendoza.
- Circuito histórico: forman parte del mismo algunos sitios que permiten recordar la campaña del general San Martín a inicios del siglo XIX. También existen un par de antiguos oratorios en las poblaciones cercanas.
- Ecoturismo: En el Humedal Arroyo Claro existen opciones de visita con avistaje de aves exóticas, especies acuáticas y vegetación autóctona. Por último, la planicie erosionada forma dunas al este del departamento, que se completa con la vegetación espinosa y animales típicos de la llanura argentina como liebres, maras, vizcachas y aves carroñeras.

## Cultura
Palmira cuenta con una variada oferta cultural que incluye instituciones históricas, espacios artísticos y centros de formación. Uno de los principales íconos es el Cine Teatro Colón, un edificio emblemático que ha sido escenario de múltiples actividades artísticas, obras teatrales y proyecciones cinematográficas a lo largo de las décadas.
La localidad es también cuna del reconocido artista plástico Julio Le Parc, figura destacada del arte cinético y lumínico a nivel internacional.
Otros espacios culturales importantes son la Casa de la Cultura Palmira, el Teatro Griego del Bicentenario, y el denominado Patio de Tango, un lugar dedicado a la promoción del tango y otras expresiones artísticas tradicionales.
Asimismo, en la calle Fuseo al 297 funciona el Cultural Palmira, un espacio cultural donde se dictan talleres de distintas disciplinas, abierto a toda la comunidad.
Posee una estación de radio, llamada Estación 2 Palmira, sintonizada en 106.1 FM. La misma transmite variedad de información propia de la ciudad.
En el ámbito de la capacitación, se destaca el Centro de Capacitación para el Trabajo Olimpia Aragón de Ponce, institución educativa donde se brindan talleres y oficios orientados a la formación técnica y profesional de jóvenes y adultos.
Allí los estudios Film Andes, de Mendoza, filmaron en la vera del río Mendoza, la película "El Rapto de las Valquirias", pionera del cine provincial. 
En 1987 existió el rumor de que en Palmira vivió y posteriormente falleció Adolf Hitler, mito que le valió a Max Gregorcic de una cortina para huir a Chile con los resultados de un timo financiero, esos rumores le llegaron por intermedio de un tal Primo Abdón Valenzuela que le mencionó que él tenía en su posesión un cuadro pintado por Hitler en el año 1956, dicho hecho nunca pudo ser comprobado a pesar de los fallidos intentos de la prensa de abrir la tumba en donde se señalaba que estaba Hitler debido a que no poseían una orden judicial, este hecho perdió totalmente su credibilidad con el tiempo.

## Deporte
El Club Atlético Palmira, fue fundado el 31 de enero de 1912, siendo cofundador de la Liga Mendocina de Fútbol, y obtuvo los campeonatos de 1930, 2001 y 2003. Su estadio de fútbol se denomina José Guillermo Castro. 
En 1930, bajo el nombre de “Pacific Athletic Club Palmira”, ganó el campeonato oficial de la Liga Mendocina de Fútbol, rompiendo la hegemonía de equipos como Independiente Rivadavia y Gimnasia y Esgrima. En 1970, el club logró una histórica victoria al eliminar a Independiente de Avellaneda en la Copa Argentina, marcando un hito en su trayectoria.
Palmira es también una fuente inagotable de jugadores de Hockey sobre patines, siendo éste el segundo deporte que más se practica en el Estadio Cubierto Enrique Álvarez. El jugador más destacado, entre muchos, es Alejandro Marasco, quien vistiera los colores de la selección nacional durante muchos años. El Club Atlético Palmira, concentra la actividad del deporte, con aproximadamente 100 jugadores en las distintas categorías.
Siguiendo esta línea, el Polideportivo Duperial también destina su labor a la práctica deportiva variada, las cuales incluye handball, futsal, voley, entre otros. 
En la actualidad, se está llevando a cabo la obra de un polideportivo municipal. Se ubicará entre la rotonda del Carril San Pedro y la Variante Ruta 50. 

## Religión
Parroquias
| Arquidiócesis | Mendoza               |
| ------------- | --------------------- |
| Parroquia     | Inmaculada Concepción |

Además, hay presencia de numerosas congregaciones protestantes en sus múltiples vertientes.

## Palmira y su búsqueda de convertirse en Municipio Autónomo
En los años 80/90 hubo un movimiento social integrado por muchos notables que querían independizarse de Gral. San Martín y crear el "departamento Palmira", pero fue abortado por el voto negativo de los legisladores peronistas en la legislatura provincial. 
En 2015, la comisión “Palmira Departamento” argumentó que, según la Constitución de Mendoza, la Legislatura podría subdividir departamentos si así lo requería la necesidad de la población, destacando los motivos para que Palmira se constituyera como departamento.
El distrito con mayor densidad de San Martín reclama su autonomía y ya cuenta con más de 12 mil firmas que avalan tal iniciativa. Esta no es la primera vez que los jarilleros buscan que su ciudad sea declarada departamento. Las primeras iniciativas se remontan a 1928, llegando incluso a la Cámara de Senadores en 1990, aunque en esa oportunidad no se alcanzará la mayoría absoluta. 
Actualmente, los habitantes de la ciudad ascienden a 40.000 personas, duplicando al distrito ciudad de San Martín.

## Infraestructura sanitaria
En 2022, el Gobierno de Mendoza anunció la construcción del Microhospital de Palmira. Este establecimiento sanitario de alta complejidad fue diseñado para brindar atención integral a más de 36.000 habitantes de Palmira y zonas aledañas. El edificio se ubica entre las calles Pacífico, 28 de Diciembre, Stuart y el carril San Pedro.
El microhospital cuenta con tres sectores diferenciados: uno público para consultorios externos con farmacia, sala de rayos X, vacunatorio y laboratorio; otro de guardia médica con shock room, boxes de atención y una sala de internación abreviada con dos camas; y un sector técnico para actividades administrativas y comunitarias.
Además, se incorporaron elementos de accesibilidad, como señalética inclusiva para hipoacúsicos y no videntes, rampas para personas con movilidad reducida.
La obra se inauguró el 22 de julio de 2025. El proyecto busca descentralizar la atención del Hospital Perrupato, que absorbe el 30% de la demanda sanitaria de Palmira.